# San Diego de las Trasquilas
San Diego de las Trasquilas es una localidad del estado mexicano de Guanajuato. Es parte del municipio de San José Iturbide.

## Toponimia
El nombre «San Diego» hace referencia al santo patrono de la localidad: Diego de Alcalá.

## Demografía
| Gráfica de evolución demográfica |
|                                  |

| Censo | Población |
| ----- | --------- |
| 1900  | 2 450     |
| 1910  | 583       |
| 1921  | 535       |
| 1930  | 459       |
| 1940  | 121       |
| 1950  | 273       |
| 1960  | 427       |
| 1970  | 590       |
| 1980  | 816       |
| 1990  | 931       |
| 2000  | 997       |
| 2010  | 791       |
| 2020  | 1 233     |